# Ruke Orhorhoro
Oghenerukevwe Orhorhoro (Lagos, 13 ottobre 2001) è un giocatore di football americano nigeriano che milita nel ruolo di defensive tackle per gli Atlanta Falcons della National Football League (NFL).

## Carriera universitaria
Nella sua prima stagione a Clemson nel 2019, Ororhoro disputò nove partite, mettendo a segno 5 tackle e 0,5 sack. Nel 2020 disputò solamente quattro partite per ragioni mediche. Nel 2021 disputò come titolare 9 gare su 13, con 36 placcaggi e 2,5 sack.

## Carriera professionistica

### Atlanta Falcons
Orhorhoro fu scelto nel corso del secondo giro (35º assoluto) del Draft NFL 2024 dagli Atlanta Falcons. Debuttò come professionista subentrando nella gara del quinto turno vinta ai tempi supplementari contro i Tampa Bay Buccaneers, mettendo a segno 3 placcaggi. La sua stagione da rookie si chiuse con 11 tackle in 8 presenze, nessuna delle quali come titolare.